# Koto Cengar
Koto Cengar is een bestuurslaag in het regentschap Kuantan Singingi van de provincie Riau, Indonesië. Koto Cengar telt 857 inwoners (volkstelling 2010).